# Armand de La Richardie
Armand de La Richardie, (Périgueux le 7 juin 1686-Québec, 17 mars 1758), missionnaire jésuite français ayant exercé en Nouvelle-France.

## Biographie
Il entre dans la Société de Jésus le 4 octobre 1703. Après ses études, il enseigne à La Rochelle, à Luçon et à Saintes, puis, à la suite de son ordination en 1719, à Angoulême. En 1725, il est envoyé en mission au Canada pour seconder la mission jésuite de Lorette située dans les prairies canadiennes le long de la rivière Seine.
Il étudie la langue Wendat-Huron qui fait partie de la famille des langues iroquoiennes. En 1728, il arrive à Fort Détroit pour rétablir une mission abandonnée auprès des tribus Pétuns et Hurons.
En 1746, durant la nuit du 24 au 25 mars, il devint subitement paralysé. Les Amérindiens le déposèrent dans un canoë et le transportèrent ainsi jusqu'à Québec. En 1747, il retrouve l'usage de ses membres et peut s'en retourner à Fort Détroit en passant par Montréal. Sa communauté Huronne attend le retour de celui qu'ils ont appelé « Ondechaouasti ». A Détroit, il remplira sa mission en compagnie du père Pierre-Philippe Potier jusqu'en 1751.
Il déploya avec le père Potier toute son énergie à garder comme amis, les Hurons, en raison de l'hostilité d'un de leur chef, Orontony qui avait rejoint les Anglais. Les deux missionnaires résistèrent aux menaces et aux attaques des hommes d'Orontony et aux Iroquois, alliés des Anglais.
Après la mort d'Orontony dû à une épidémie de variole, Armand de La Richardie se rendra jusque vers les rivières Ohio et Wabash pour tenter une réconciliation avec les Amérindiens d'Orontony en vain. 
En 1751, ses supérieurs lui demande de revenir à Québec. Le 30 juin 1751, il quitte pour la dernière fois la mission jésuite de Détroit. Il travailla au collège de Québec. 
Il meurt à Québec en 1758.